# Estrateg Musonià
Estrateg Musonià (en llatí Strategus Musonianus) va ser un oficial militar romà sota l'emperador Constantí I el Gran i els seus successors, nadiu d'Antioquia de l'Orontes.
Era un bon orador en grec i llatí i tenia el favor de l'emperador, pel qual va obtenir informació de les doctrines dels maniqueus i altres sectes. El nom de Musonià li va ser donat per l'emperador per la seva diligencia en complir les seves ordres. Va donar suport als arrians, i sota Constanci II va arribar a prefecte del pretori d'Orient, càrrec que va exercir del 354 al 358.
L'any 354 va castigar una revolta a Antioquia i segons Libani va obeir les ordres de l'emperador d'actuar amb moderació. Però segons Ammià Marcel·lí va ser molt cruel amb els innocents pobres i en canvi va permetre escapar als rics culpables que li van pagar grans sumes de diners. El 355 va posar el seu govern en estat de defensa contra els perses amb els quals va buscar un acord de pau en debades. No se'n sap res més d'ell.